# Leptotarsus noelianus
Leptotarsus noelianus là một loài ruồi trong họ Ruồi hạc (Tipulidae). Chúng phân bố ở miền Australasia.